# Beselich
Beselich település Németországban, Hessen tartományban. Lakosainak száma 5804 fő (2023. december 31.).

## Népesség
A település népességének változása:
| Lakosok száma | 5541 | 5715 | 5707 | 5717 | 5789 | 5804 |
|               | 2014 | 2017 | 2019 | 2021 | 2022 | 2023 |